# Gran Premi del Canadà del 1980
Resultats del Gran Premi del Canadà de Fórmula 1 de la temporada 1980, disputat al circuit urbà de Gilles Villeneuve a Mont-real el 28 de setembre del 1980.

## Resultats de la cursa
| Pos | No | Pilot                 | Equip             | Voltes | Temps/ Retir.         | Pos. de sort. | Punts |
| --- | -- | --------------------- | ----------------- | ------ | --------------------- | ------------- | ----- |
| 1   | 27 | Alan Jones            | Williams - Ford   | 70     | 1h 46' 45. 53         | 2             | 9     |
| 2   | 28 | Carlos Reutemann      | Williams - Ford   | 70     | + 15.54 s             | 5             | 6     |
| 3   | 25 | Didier Pironi         | Ligier - Ford     | 70     | + 19.07 s             | 3             | 4     |
| 4   | 7  | John Watson           | McLaren - Ford    | 70     | + 30.98 s             | 7             | 3     |
| 5   | 2  | Gilles Villeneuve     | Ferrari           | 70     | + 55.23 s             | 22            | 2     |
| 6   | 6  | Hector Rebaque        | Brabham - Ford    | 69     | + 1 Volta             | 10            | 1     |
| 7   | 3  | Jean-Pierre Jarier    | Tyrrell - Ford    | 69     | + 1 Volta             | 15            |       |
| 8   | 26 | Jacques Laffite       | Ligier - Ford     | 68     | Sense combustible     | 9             |       |
| 9   | 21 | Keke Rosberg          | Fittipaldi - Ford | 68     | + 2 Voltes            | 6             |       |
| 10  | 12 | Elio de Angelis       | Lotus - Ford      | 68     | + 2 Voltes            | 17            |       |
| 11  | 30 | Jochen Mass           | Arrows - Ford     | 67     | + 3 Voltes            | 21            |       |
| 12  | 14 | Jan Lammers           | Ensign - Ford     | 66     | + 4 Voltes            | 19            |       |
| Ret | 8  | Alain Prost           | McLaren - Ford    | 41     | Suspensions           | 12            |       |
| Ret | 16 | René Arnoux           | Renault           | 39     | Frens                 | 23            |       |
| Ret | 15 | Jean-Pierre Jabouille | Renault           | 25     | Suspensions           | 13            |       |
| Ret | 5  | Nelson Piquet         | Brabham - Ford    | 23     | Motor                 | 1             |       |
| Ret | 11 | Mario Andretti        | Lotus - Ford      | 11     | Motor                 | 18            |       |
| Ret | 22 | Andrea de Cesaris     | Alfa Romeo        | 8      | Motor                 | 8             |       |
| Ret | 31 | Eddie Cheever         | Osella - Ford     | 8      | Prob. amb el combust. | 14            |       |
| Ret | 20 | Emerson Fittipaldi    | Fittipaldi - Ford | 8      | Caixa canvi           | 16            |       |
| Ret | 23 | Bruno Giacomelli      | Alfa Romeo        | 7      | Xassís                | 4             |       |
| Ret | 29 | Riccardo Patrese      | Arrows - Ford     | 6      | Accident              | 11            |       |
| Ret | 4  | Derek Daly            | Tyrrell - Ford    | 0      | Accident              | 20            |       |
| Ret | 43 | Mike Thackwell        | Tyrrell - Ford    | 0      | Accident              | 24            |       |
| NVQ | 9  | Marc Surer            | ATS - Ford        |        |                       |               |       |
| NVQ | 1  | Jody Scheckter        | Ferrari           |        |                       |               |       |
| NVQ | 50 | Rupert Keegan         | Williams - Ford   |        |                       |               |       |
| NVQ | 51 | Kevin Cogan           | Williams - Ford   |        |                       |               |       |

## Altres
- Pole: Nelson Piquet 1' 27. 328
- Volta ràpida: Didier Pironi 1' 28. 769 (a la volta 62)
- Didier Pironi va acabar el primer però va ser penalitzat amb un minut per haver-se saltat la sortida.